# Червикати
Червика̀ти (на италиански: Cervicati, на местен диалект Cirvicàtu, Чирвикату) е село и община в Южна Италия, провинция Козенца, регион Калабрия. Разположено е на 491 m надморска височина. Населението на общината е 903 души (към 2011 г.).